# قرار مجلس الأمن التابع للأمم المتحدة رقم 1392
قرار مجلس الأمن التابع للأمم المتحدة رقم 1392 هو قرار أممي اتخذ بالإجماع في 31 يناير 2002، بعد الإشارة إلى القرارات السابقة بشأن تيمور الشرقية (تيمور - ليشتي)، ولا سيما القراران 1272 (1999) و1338 (2001)، مدد المجلس ولاية إدارة الأمم المتحدة الانتقالية في تيمور الشرقية حتى 20 مايو 2002.
أشاد مجلس الأمن بعمل الإدارة الانتقالية والممثل الخاص للأمين العام في إرساء الأسس لانتقال تيمور الشرقية إلى الاستقلال عن إندونيسيا. وذكّرت بتأييد الجمعية التأسيسية لإعلان الاستقلال في 20 مايو 2002. وكان الأمين العام كوفي عنان قد أوصى بتمديد الولاية إلى أن يتحقق الاستقلال، وينتظر المجلس مقترحات من الأمين العام بشأن وظيفة خلف لبعثة الأمم المتحدة - استقلال.
كانت إدارة الأمم المتحدة الانتقالية في تيمور الشرقية تقلص حجمها بسبب استقرار الحالة في تيمور الشرقية، وكان القرار 1392 هو آخر مرة تم تمديد ولايتها قبل إنشاء بعثة الأمم المتحدة لتقديم الدعم إلى تيمور الشرقية.